# افستاتیوس آلونفتیس
افستاتیوس آلونفتیس (یونانی: Ευστάθιος "Στάθης" Αλωνεύτης؛ زادهٔ ۲۹ مارس ۱۹۸۳) بازیکن فوتبال اهل قبرس است.
از باشگاه‌هایی که در آن بازی کرده‌است می‌توان به باشگاه فوتبال اومانیا و انرژی کوتبوس، باشگاه فوتبال آپوئل، لاریسا، باشگاه فوتبال اومانیا و تیم ملی فوتبال قبرس اشاره کرد.
وی همچنین در تیم ملی فوتبال قبرس بازی کرده‌است.